# Donald Ford
Donald Ford (ur. 25 października 1944 w Linlithgow) – szkocki piłkarz występujący podczas kariery na pozycji napastnika.

## Kariera klubowa
Donald Ford zawodową karierę rozpoczynał w 1964 roku w amatorskim szkockim klubie Bo'ness United. Szybko został zauważony przez pierwszoligowy Heart of Midlothian do którego trafił przed rozpoczęciem sezonu 1964/65. Przez pierwsze 3 sezony Ford był rezerwowym i rzadko występował w lidze szkockiej. Z Hearts zdobył wicemistrzostwo Szkocji w 1965 oraz dwukrotnie dotarł do finału Pucharu Szkocji w 1968 i 1976. Karierę zakończył w 1977 w drugoligowym Falkirk.
| Sezon   | Klub                     | Kraj    | Rozgrywki        | Mecze | Bramki |
| ------- | ------------------------ | ------- | ---------------- | ----- | ------ |
| 1964/65 | Heart of Midlothian F.C. | Szkocja | Division One     | 7     | 2      |
| 1965/66 | Heart of Midlothian F.C. | Szkocja | Division One     | 9     | 2      |
| 1966/67 | Heart of Midlothian F.C. | Szkocja | Division One     | 5     | 0      |
| 1967/68 | Heart of Midlothian F.C. | Szkocja | Division One     | 29    | 11     |
| 1968/69 | Heart of Midlothian F.C. | Szkocja | Division One     | 27    | 6      |
| 1969/70 | Heart of Midlothian F.C. | Szkocja | Division One     | 29    | 8      |
| 1970/71 | Heart of Midlothian F.C. | Szkocja | Division One     | 32    | 11     |
| 1971/72 | Heart of Midlothian F.C. | Szkocja | Division One     | 30    | 15     |
| 1972/73 | Heart of Midlothian F.C. | Szkocja | Division One     | 32    | 9      |
| 1973/74 | Heart of Midlothian F.C. | Szkocja | Division One     | 30    | 18     |
| 1974/75 | Heart of Midlothian F.C. | Szkocja | Division One     | 22    | 13     |
| 1975/76 | Heart of Midlothian F.C. | Szkocja | Premier Division | 2     | 0      |
| 1976/77 | Falkirk F.C.             | Szkocja | Division Two     | 21    | 5      |

## Kariera reprezentacyjna
W reprezentacji Szkocji Ford zadebiutował 17 października 1973 w przegranym 0-1 meczu eliminacji mistrzostw świata z Czechosłowacją. Ostatni raz w reprezentacji wystąpił 14 maja 1974 w wygranym 2-0  meczu British Home Championship z Walią. W 1974 został powołany do kadry na mistrzostwa świata. Nie zagrał na nich jednak w żadnym meczu. Ogółem w reprezentacji rozegrał 3 mecze.
| Mecze i gole w reprezentacji | Mecze i gole w reprezentacji | Mecze i gole w reprezentacji | Mecze i gole w reprezentacji | Mecze i gole w reprezentacji | Mecze i gole w reprezentacji | Mecze i gole w reprezentacji |
| #                            | Data                         | Miasto                       | Przeciwnik                   | Gol                          | Wynik                        |                              |
| ---------------------------- | ---------------------------- | ---------------------------- | ---------------------------- | ---------------------------- | ---------------------------- | ---------------------------- |
| 1.                           | 17.10.1973                   | Bratysława                   | Czechosłowacja               |                              | 0:1                          | el. MŚ                       |
| 2.                           | 27.03.1974                   | Frankfurt nad Menem          | RFN                          |                              | 1:2                          | towarzyski                   |
| 3.                           | 14.05.1974                   | Glasgow                      | Walia                        |                              | 2:0                          | British Home Championship    |